# 思弁進化
思弁進化 (しべんしんか、Speculative evolution) は、思弁生物学 (しべんせいぶつがく、speculative biology) や、動物に限定した場合は思弁動物学 (しべんどうぶつがく、speculative zoology) とも呼ばれる 。思弁創作の派生形の一つで、生命の進化に焦点を当てた芸術活動のジャンルである。 思弁進化を取り入れた作品には、地球外の惑星で進化を遂げた完全な架空の生物である場合や、地球生命の代替進化に焦点を当てた「別の地球史」上の生物である場合などがある。科学、特に生物学との強いつながりと基礎により、思弁進化はしばしばハードSFと見なされる。
思弁進化は空想科学小説の中の伝統的な修辞であり、しばしばH. G.ウェルズの1895年の小説 タイムマシン には、いくつかの想像上の未来の生き物が登場した。小規模な思弁的動物相は20世紀を通じてサイエンスフィクションの特徴だったが、アイデアの発展は稀だった。エドガー・ライス・バローズの「火星とその生態系」は1912年から1941年までの小説を通じて公開された。ゲロルフ・シュタイナー Gerolf Steiner の鼻行類は1957年に作成された架空の哺乳類の分類群である。
現代の思弁進化の活動は、100を超える架空の生物による完全な生態系を備えた実現し得る未来の地球を探求した、1981年のドゥーガル・ディクソンの著書アフターマンの出版から始まったという事で一般的に同意されている。 「アフターマン」の成功は、ディクソンによるいくつかの「続編」を生み出し、さまざまな代替シナリオと未来のシナリオに焦点が当てられた。ディクソンの作品は、その後のほとんどの作品と同様に、実際の生物学的原理を念頭に置いて作成され、それを通じて進化や気候変動などの現実の生命のプロセスを探索することを目的としていた。
教育的および科学的ツールとして思弁進化が使用される可能性は、アフターマンの出版から数十年にわたって注目され、議論されてきた。思弁進化は、現在および過去に存在するパターンを探索し、紹介するのに役立ち、過去の傾向を未来に外挿することにより、科学者は特定の生物および系統が生態学的変化にどのように反応するかについて、最も可能性の高いシナリオを研究・予測できる。場合によっては、芸術家が創作した架空の生物が現実に発見された例もある。2012年の本“All Yesterdays”で芸術家ジョン・メスザロスが描いた想像上のラディオドンタ類は、2014年に ジョン・コンウェイ、コーズマン、そしてダレン・ネイシュらによって化石に基づいてタミシオカリスとして存在が証明された。
同様の例としては、ドゥーガル・ディクソン(著)の新恐竜に登場したアルブロサウルス類(ノーガーやフラリット)と同様の特徴を備えた小型獣脚類(スカンソリオプテリクス科)が後に発見された。

## 歴史

### 初期の作品
未来、代替世界、または異星の生命体を特徴とする仮想世界の調査は、サイエンスフィクションの長年の手法である。思弁進化の1つを表すものとして通常認識される最も初期の作品の1つは1895年出版のハーバート・ジョージ・ウェルズのSF小説『タイム・マシン』である。80万年以上先の未来を舞台とする『タイム・マシン』は、美しいがか弱いエロイと残忍なモーロックという形で、人類の子孫を特徴づけている。さらに未来へ行くと、主人公はカニの怪物と巨大なチョウに遭遇する。ウェルズの後のSFの作者はしばしば同じ性質の架空の生物を創作したが、ほとんどはさほど独創的ではなく発展的なものではなかった。

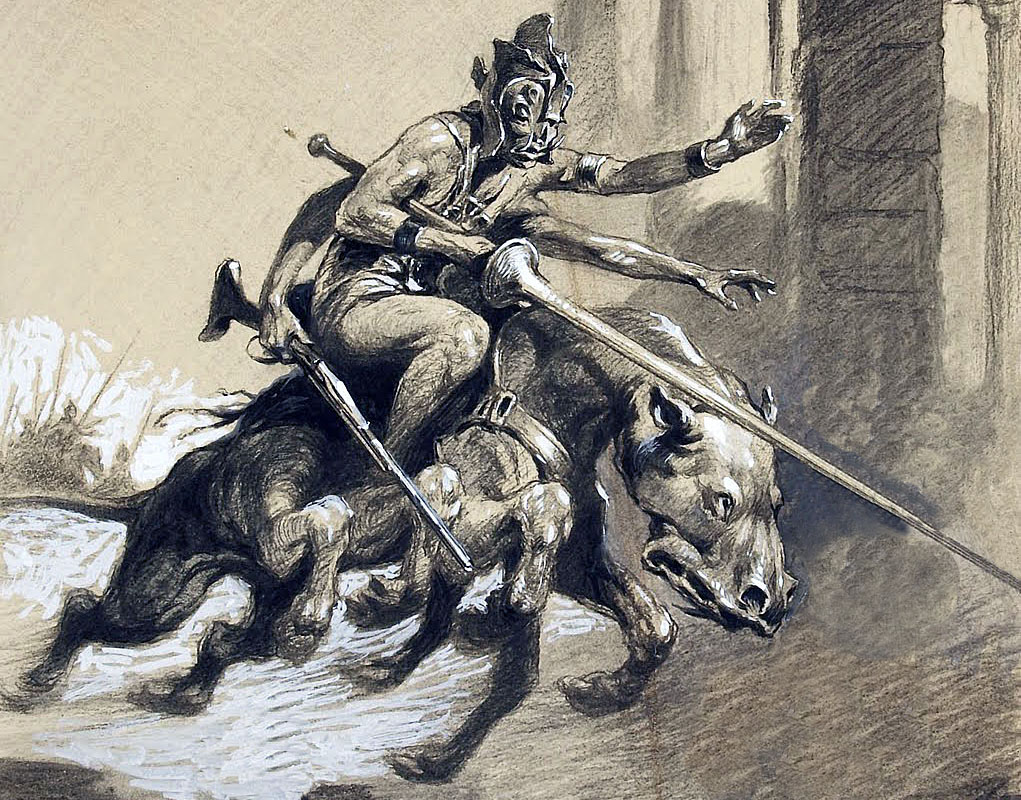
バローズの火星シリーズより、スロートと呼ばれる生き物に跨る4本腕の緑色の火星人。イラスト：ジェームズ・アレン・セント＝ジョン (1920)。

ウェルズが初期の思弁進化作家とみなされるように、20世紀の作家エドガー・ライス・バローズの架空の生態系はまだ範囲が比較的小さかったが 、それらは彼の小説のほとんどの舞台であり、非常に前衛的であった。特に、1912年から1941年までに出版された10タイトルの小説火星シリーズには、さまざまな地球外生命体や、いくつかの異なる民族および火星の文化が登場した。

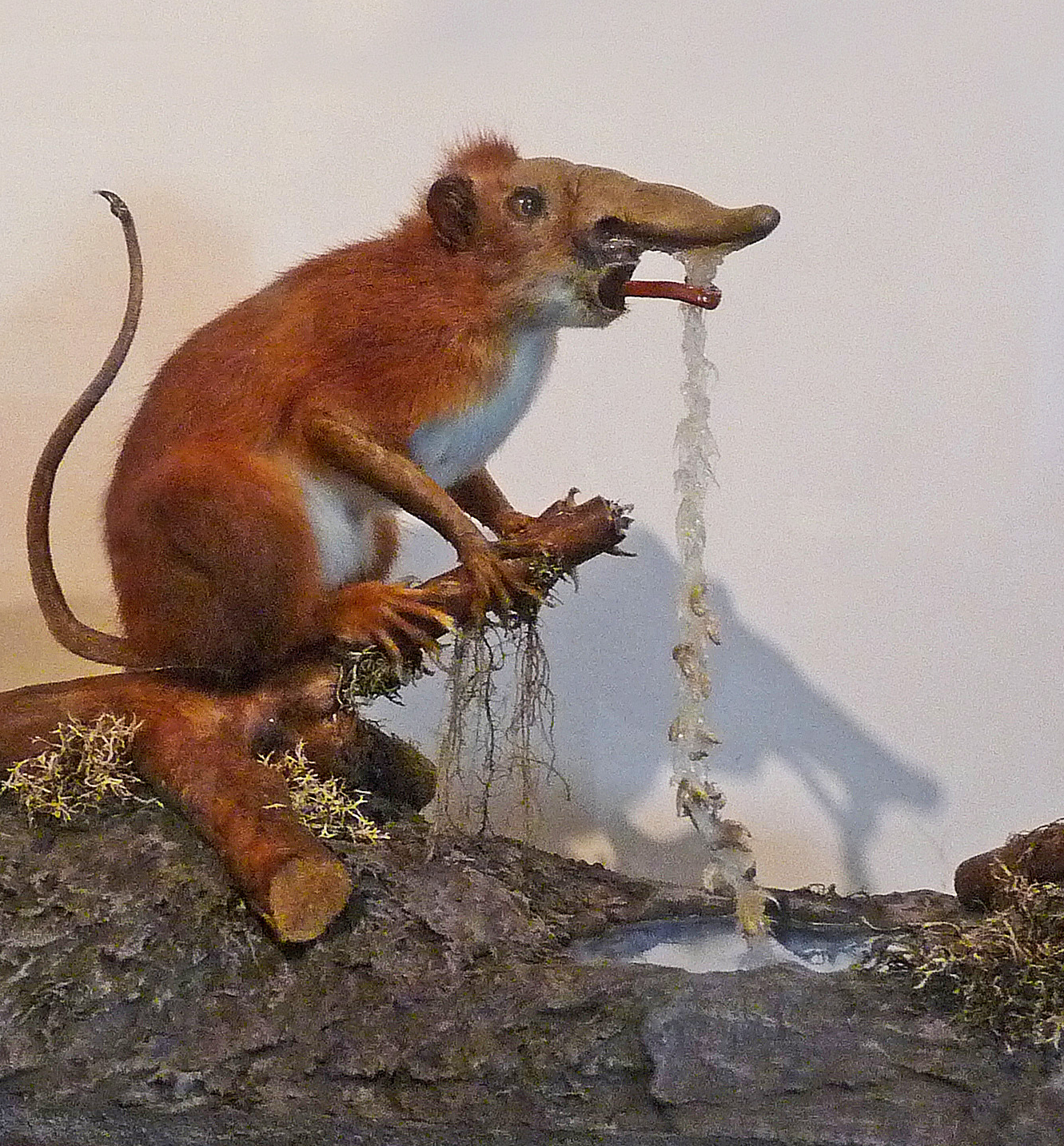
鼻水を使って魚を捕まえる鼻行類ハナススリハナアルキの偽の剥製。1957年にシュタイナーによって創造された鼻行類は、思弁動物学の最も具体的な例の1つである。

 1930年、オラフ・ステープルドンは未来史を記述した『最後にして最初の人類』を発表した。人類の歴史を現在から20億年後までに渡る、ホモ・サピエンスを最初の種とする18種の人類の種について説明したものである。この本では遺伝子工学の登場が予測されており、架空の集合精神の初期の例である。1957年に出版されたドイツの動物学者ゲロルフ・シュタイナーの著書『鼻行類』は、ハラルト・シュテュンプケ名義で執筆された、架空の進化、生物学、および哺乳類の想像上の分類群の行動について記述された。この架空の多様性に富んだグループは徐々に進化し、列島のほとんどのニッチに適応放散し生息している。シュタイナーの想像した世界観を受け継いだ風刺論文も出版されている。
1976年、イタリアの著者およびイラストレーターレオ・レオニは、実在の人名や地名についての学術的な形式での言及とともに、架空の植物のフィールドガイドである『平行植物』を出版した。『平行植物』は、作中でマルコ・ポーロがフビライ・ハーンに55の都市を紹介した1972年のイタロ・カルヴィーノの著書『マルコポーロの見えない都市』と対比される。『平行植物』はこれらの都市のように「それらを概念化する心の能力と同じくらいリアルである」と評される。

### 近年の動向

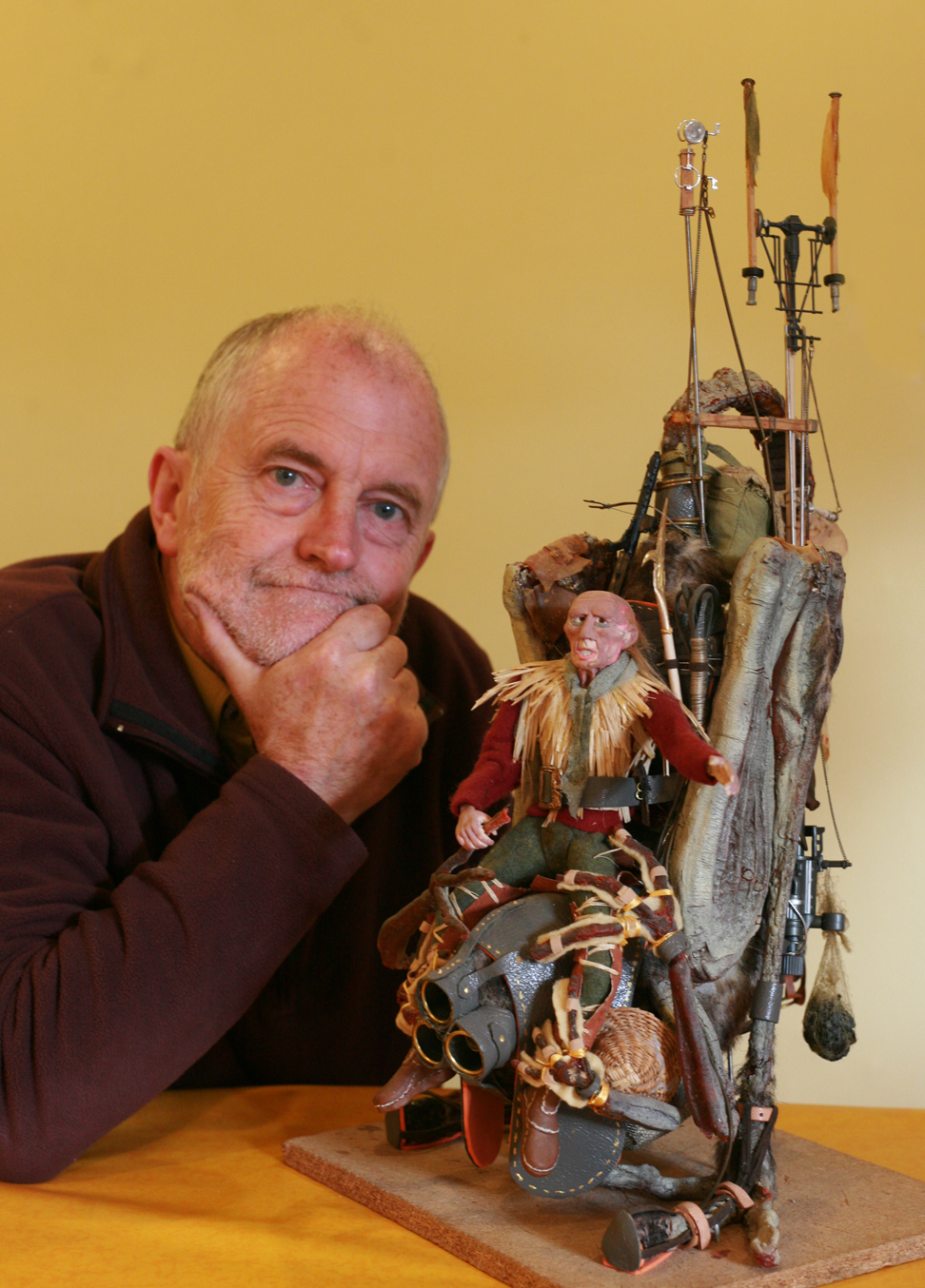
ディクソンと彼の著書『グリーンワールド』に登場するストライダの模型。

思弁進化の重要な基礎作品の1つは、1981年に公開されたドゥーガル・ディクソンの『アフターマン』である。今日まで、アフターマンは、全世界の多種多様な種を内包した最初の大規模な思弁進化プロジェクトとして認識されている。その重要性をさらに高めるのは、この本が主要な出版社によって出版され、カラー画像で完全に図解されることで非常にアクセスしやすくなったという事実である。そのため、思弁的な世界全体を作成するというアイディアは『アフターマン』により確立されたと見なされることが多い。『アフターマン』の出版以降数十年間、ディクソンは思弁進化作品の唯一の著者であり、『アフターマン』と同じ流れでさらに2冊の本、1988年の『新恐竜』と1990年の『マンアフターマン』を出版した。シュタイナーの『鼻行類』を認知していなかったディクソンは、ウェルズのタイムマシンを主なインスピレーションとして引用し、『アフターマン』を進化の過程に関する一般書として考えた。
作中の多様な動物をデザインするとき、ディクソンは惑星上の様々なバイオームとそこに生息する動物の適応を見て、同じ適応を持つ現代の動物から派生した新しい動物をデザインした。『アフターマン』の成功を受けたディクソンは、架空の例を通して事実上の科学的プロセスを説明する本を書き続けた。『新恐竜』は本質的には一般人には馴染みのない動物地理学に関する書籍で、非鳥類型恐竜が絶滅しなかった世界を扱っている。『マンアフターマン』では、未来の人類の子孫の視線に立ち、今後数百万年にわたる気候変動を探求した。
今日、多くのアーティストや作家はインターネット上で、多くの場合ディクソンの作品と同じように思弁進化プロジェクトに取り組んでいる。思弁進化は『フューチャー・イズ・ワイルド』（2002）、『プライミーバル』（2007–2011）、『Terra Nova 〜未来創世記』（2011）、『アバター』（2009）および『アフター・アース』（2013）などの映像作品にも見られる。

## 教育および科学のツールとして

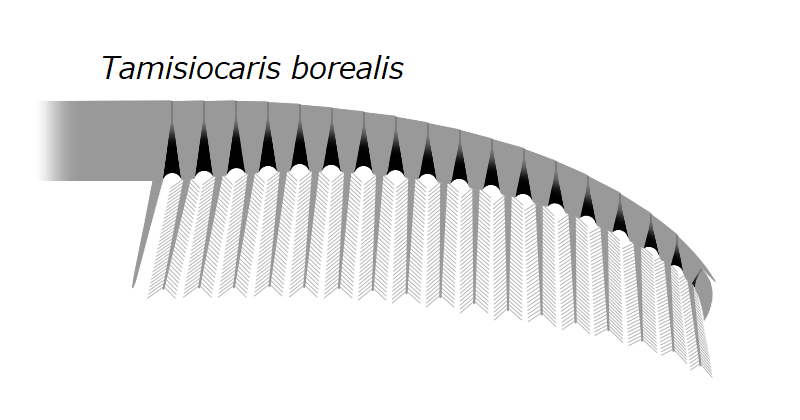
フィルターフィーダーのラディオドンタ類、タミシオカリスの前部付属肢

思弁進化は主にエンターテイメントとして特徴付けられるが、架空の例を使用して実際の自然のプロセスを説明するための教育手法として使用できる。『アフターマン』などの作品で創作された世界は、地球上の生命の実際の進化史から推測される生態学的および生物学的原則に基づいて構築されることが多く、読者はそこから学ぶことができる。ディクソンの全ての思弁進化作品は、実際の自然のプロセス、『アフターマン』で扱われた進化、『新恐竜』の動物地理、および『マンアフターマン』と『グリーンワールド』（2010）の気候変動を通して、環境保護メッセージを発信している。
思弁進化のアーティストが後に発見された生物の存在の予見に成功した例もある。ディクソンの 『アフターマン』に登場する動物の多くは、もっともらしいアイデアと考えられており、特殊な齧歯類や半水生霊長類など一部の動物は最近の生物学研究で補強されている。芸術家ジョン・メザロスがフィルター摂食性のラディオドンタ類として考案した セティカリス (Ceticaris) と呼ばれる生き物が、2012年と2014年に出版された『All Yesterdays』の中で紹介された。 メザロスの予測に敬意を表して、実在するラディオドンタ類タミシオカリスは Cetiocarididae という名前の新しい分類群に内包された。
ディクソンの新恐竜は、恐竜ルネッサンスなど、その時代に発達した古生物学のアイデアに大きく影響された。ディクソンは、ロバート・バッカーやグレゴリー・ポールなどの古生物学者のアイデアに基づいて生物を創造し、恐竜の実際の進化史に見られるパターンを使用して、それらを極端化させたおそらくそのため、この本に登場する動物の多くは後に発見された実在の中生代の動物に似ている。その中の恐竜の多くは羽毛に覆われているが、新恐竜の出版時点では羽毛恐竜は広く受け入れられていなかった。

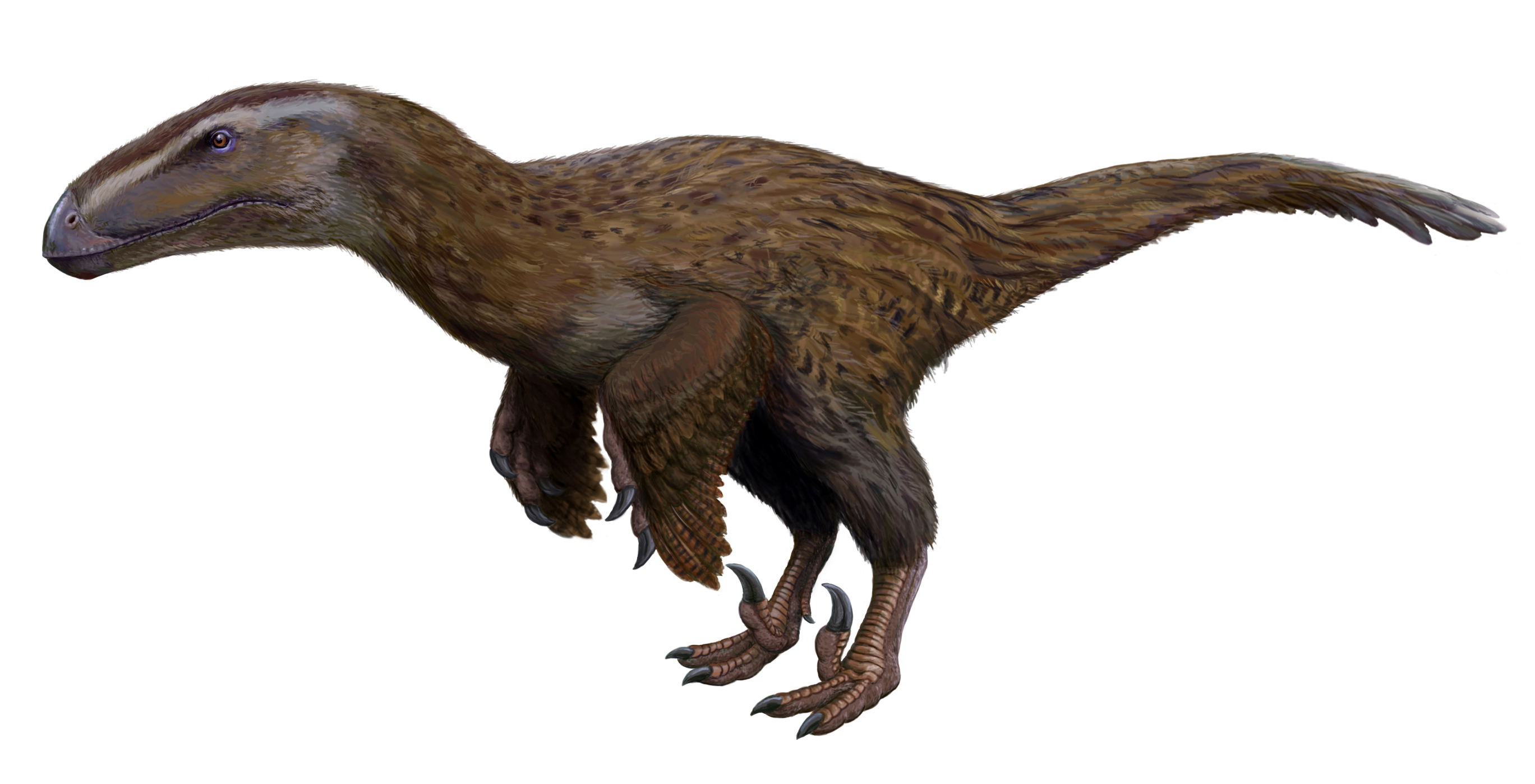
2本の歯から知られるドロマエオサウルス類の仮説的な生体復元。その外見は近縁な属から類推される。

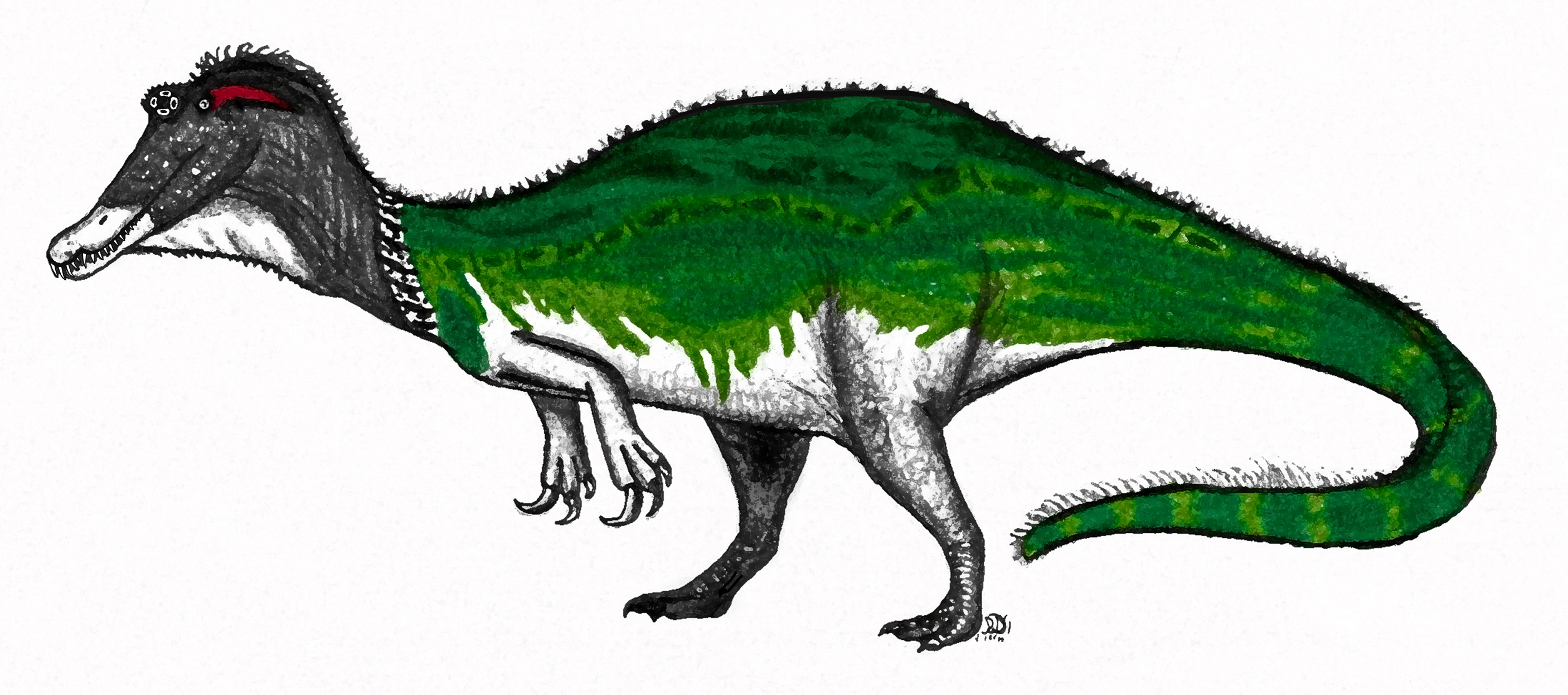
一般化されたスピノサウルス類の形態およびユニークな色のパターンを持つ思弁進化、シノプリオサウルス

思弁進化は、現在および過去に存在するパターンを探索し、紹介することに役立つ。また、未来と地球外生物の生活の形態について仮説を立てるのに役立つ側面がある。科学者は、過去の傾向を未来に外挿することにより、特定の生物や系統が生態学的変化にどのように反応するかについて、最も可能性の高いシナリオを調査および予測できる。そのため、思弁進化により、作家や芸術家は未来について有用な仮説を立てることができる。一部の科学分野では、何が研究されているかを理解するために推測が不可欠である。古生物学者は、自然のプロセスと生物学に関する独自の理解を活用して、発見された絶滅生物の外見とライフスタイルを理解する。たとえば、All Yesterdaysとその続編 All Your Yesterdays（2017）は、回収された化石材料のいずれとも明確には矛盾しない、実際の（場合によっては仮説的な）先史時代の動物の非常に推測的な表現が探求されている 。「All yesterday」とその続編のために行われた推測は、ディクソンの思弁進化作品と比較されたが、その目的は、まったく新しい生態系を設計するのではなく、恐竜やその他の先史時代の生き物の現代の保守的な認識と考えに反抗することだった。この本は、従来の古生物アートを超越し、先史時代の生物の描写がますます思弁的になるように、現代の芸術運動を刺激した。
さらに、架空の生物の進化の歴史は、生物学教育の道具としても使用されている。ジョセフ・H・キャミンにちなんで名付けられたカミナルキュール(Caminalcules)は、動物のような生命体のグループであり、系統学を理解するためのツールとして発明された77の現存する化石種で構成されている。カミナルキュールの分類は、ドラゴンや宇宙人のような他の架空の生き物と同様に、進化論や体系学の概念を教えるための類推として使用されてきた。
思弁進化はしばしば博物館で展示される。例えば、『アフターマン』および『フューチャー・イズ・ワイルド』は、博物館展示という形式で発表され、独自の架空の未来の生き物を使用して生物学と進化の原則についての教育に利用されている。これは2015年のフランスの書籍『驚異の未来生物: 人類が消えた1000万年後の世界』も同様で、ベルギー王立自然史博物館に登場生物が展示されている。

## 代表作
思弁進化には未来生物を扱う未来進化、別の歴史を辿った進化を扱う代替進化、地球外生命体を扱う異星進化が下位分類に存在する。以下の作品も多くはそのいずれかの側面を持つ。

### 未来進化もの
- 『タイム・マシン』（1895年）
- 『最後にして最初の人類』（1930年）
- 『幻想の未来（1972年）

筒井康隆による小説。核戦争による文明崩壊後の人類の進化を描く。
- 『未来の翳』（1972年）

豊田有恒による短編小説。作中で登場人物の口を借りてイルカの前には魚竜がいたように現在の多くの生き物には過去によく似た「先行種」がおり、先行種のいない人類は未来において登場するよく似た種族の先行種なのではという著者の自説が語られる。同じテーマで過去の先行種を題材にした姉妹編として『過去の翳』（1977年）がある。
- 『アフターマン』（1981年）
- 『ガラパゴスの箱舟（英語版）』（1985年）

『タイタンの妖女』『スローターハウス5』等で知られるSF小説家のカート・ヴォネガットによる書籍。ガラパゴス諸島に取り残された男女が半水棲の生物に進化するまでを描く。
- 『マンアフターマン』（1990年）

ドゥーガル・ディクソンによる書籍。環境破壊に困窮した人類は遺伝子工学や改造技術などを利用して生き残りを図る。500万年後までの人類の歴史が描かれる。
- 『フューチャー・イズ・ワイルド』（2002年）

ドゥーガル・ディクソンが中心となって制作したイギリスのドキュメンタリー番組で、書籍版も出版されている。氷期にあたる500万年後、温暖な1億年後、超大陸が形成された2億年後の世界を舞台とする。
- 『EVOLUTION』（2003年）

『ジーリー・シリーズ』で知られるSF小説家のスティーヴン・バクスターによる書籍。6500万年前から5億年後までの哺乳類の進化の歴史を描く。
- 『All Tomorrows』（2006年）

C・M・コーセメンによる作品。宇宙に進出した人類が銀河各地に散らばって独自の進化をする様を描く（異星進化との複合）。
- 『プライミーバル』（2007 - 2011年）

インポッシブル・ピクチャーズとITVによるSFドラマ。シルル紀の砂漠に生息する巨大サソリやドードーに寄生する架空のサナダムシなどの架空古生物が登場する。未来の地球ではコウモリが進化した未来の捕食動物や、ハチ目から進化したメゴプテランなどが登場する。なおメゴプテランは視聴者の少年カリム・ナハブーが考案した生物である。
- 『驚異の未来生物: 人類が消えた1000万年後の世界』（2015年）

CGアーティストのマルク・ブレーと古生物学者セバスティアン・ステイエによる著作。日本語版は2017年に出版。1000万年後の世界を舞台とし、特に陸上では鳥類や翼手目を中心とする生態系が描かれている。
- 『未来の奇妙な動物大図鑑』（2015年）

川崎悟司による図鑑。500万年後、1億年後、2億年後の地球を舞台として110種の未来生物を紹介する。

### 代替進化もの
- 『ダイノサウルス作戦』（1979年）・『カンガルー作戦』（1981年）

豊田有恒の小説。ヴィンス・エベレットシリーズに含まれる。『ダイノサウルス作戦』は短編の『過去の翳』（1977年）を元にしたもの。『ダイノサウルス作戦』には恐竜人類が、『カンガルー作戦』には有袋人類が、『過去の翳』の姉妹編の『未来の翳』には鰭脚類人類が登場する。
- ディノサウロイド（1982年）

古生物学者デイル・ラッセルが提唱した、白亜紀末に恐竜が絶滅しなければトロオドンから進化したというヒューマノイド。俗に言う恐竜人間であるが、ディノサウロイド以前にもヒューマノイドへ進化した恐竜はフィクション作品に多く登場している。詳細はディノサウロイドの記事を参照。
- 『Eden』三部作（1984 - 1988年）

ハリイ・ハリスンによる小説。『West of Eden』を第一作とする。白亜紀末の大量絶滅が無かった世界においてのモササウルスから進化した爬虫類人と新世界猿から現生人類に収斂進化した人類との抗争を描く。
- 『新恐竜』（1988年）

ドゥーガル・ディクソンによる書籍。白亜紀末に恐竜が絶滅しなかった世界を舞台とする。モンタノケラトプスから進化したモノコーンやノアサウルスから進化したカラトスツースといった、それぞれ環境に適応して進化した恐竜を描く。
- バーチャル3部作（1993-1998年）

『恐竜惑星」にはトロオドンやレエリナサウラから進化した恐竜人類やギガントピテクスから進化した人類が、『ジーンダイバー』にはエピガウルスから進化した人類が人間の代替種として登場する。
- 『大進化どうぶつデスゲーム』（2019年）

草野原々による小説。続編として『大絶滅恐竜タイムウォーズ』がある。

### 異星進化もの
- 『火星シリーズ』（1912 - 1964年）
- 『竜の卵（英語版）』（1980年）

物理学者・SF小説家のロバート・L・フォワードによる書籍。中性子星の上で生まれた核力生命体の進化と文明の発展を描く。
- 『Expedition（英語版）』（1990年）

ウェイン・バロウによる書籍。系外惑星ダーウィンIVを舞台に、無人探査機を通して数多くの被食者や捕食者、果てはエオサピエンスという地球外知的生命体を紹介する。『Alien Planet』というタイトルで2004年にディスカバリーチャンネルにより映像化され、日本でも2008年に『エイリアン プラネット』の題でNHK教育『地球ドラマチック』内にて前後編に分けて放送された。
- 『E.T.の住む星』（2005年）

ビッグ・ウェーブ・プロダクションが制作した二部作のモキュメンタリー番組。惑星オーレリアと衛星ブルームーンを舞台に地球外生命体の生態系を描く。2005年にNHK教育『地球ドラマチック』内で放送。
- 『グリーンワールド』（2010年）

ドゥーガル・ディクソンによる小説。地球の環境破壊の果てに系外惑星グリーンワールドへ移住した人類の歴史を描く小説。海外に先駆けて日本で発売された。
- 『スペース・スペクタクル』（2019年）

NHKスペシャル。両生類のような姿をしたブルーゴーツなど、地球外生物で構成された生態系が描写された。

### 偽書もの
- 『鼻行類』（1957年）
- 『平行植物』（1976年）